# Lutto

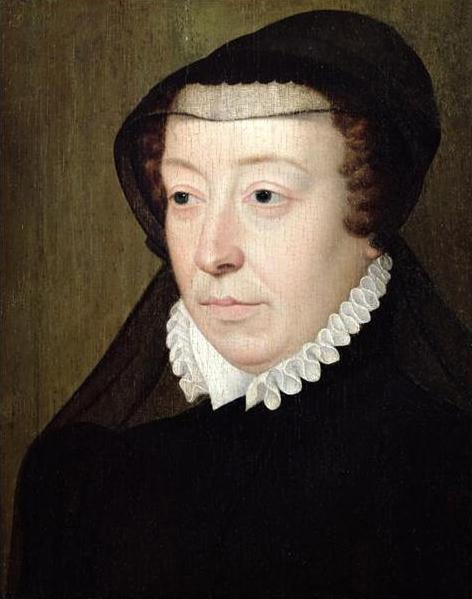
Caterina de' Medici in lutto per la perdita del marito Enrico II di Francia (1559)

Il lutto è quell'insieme di pratiche, riti e sentimenti di dolore che gli esseri umani legano alla morte di una figura cara (familiare, amico o animale domestico). 
Il lutto è studiato da diverse discipline, tra cui psicologia e antropologia.
Nelle culture occidentali è solitamente associato al colore nero.

## Elaborazione del lutto

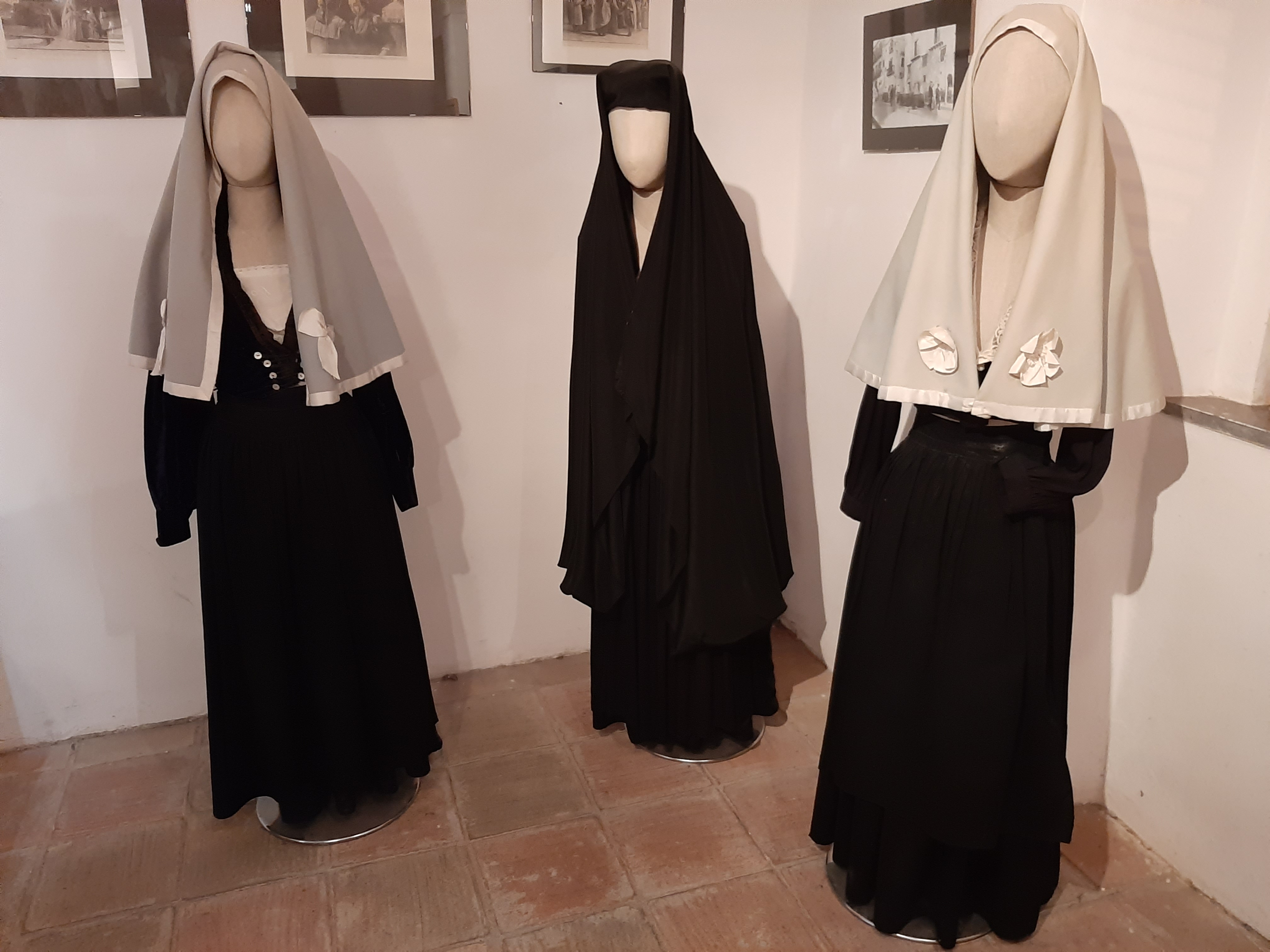
Abiti per il lutto in Sicilia (Museo civico Nicola Barbato, Piana degli Albanesi)

L'elaborazione del lutto consiste nel lavoro di rielaborazione emotiva dei significati, dei vissuti e dei processi sociali legati alla perdita dell'"oggetto relazionale", ovvero della persona (parente o amico) con la quale si era sviluppato un legame affettivo significativo, interrotto dal decesso della stessa.
Il processo di elaborazione del lutto, in base all'intensità del legame affettivo interrotto, alle sue modalità, e a diversi fattori protettivi o di rischio, può essere di durata e complessità variabile. Solitamente, nella sua fase acuta, viene completato entro 6-12 o anche 24 mesi in caso di perdite di figure relazionali primarie (genitori, figli, partner, fratelli/sorelle), anche se non sono infrequenti possibili sequele per periodi successivi; si deve comunque tenere conto che il processo di elaborazione è fortemente soggettivo e può durare per tempi assai variabili in base a fattori personali e situazionali.
La psichiatra svizzera Elisabeth Kübler Ross, con il suo modello a cinque fasi, viene considerata la fondatrice dell'approccio psicotanatologico all'elaborazione del lutto.

## Lutto complicato e lutto traumatico
Si definisce "lutto complicato" il lutto la cui elaborazione viene interrotta, profondamente rallentata o cristallizzata per l'impossibilità sostanziale di accettare il significato emotivo della perdita relazionale; in tal caso, quello che è il disagio o il dolore emotivo (anche acuto) che accompagna normalmente ogni lutto, può ampliarsi fino ad assumere forme psicopatologiche. 
Si tratta comunque di un'evenienza piuttosto rara: non si deve infatti scambiare lo stato di pur acuta sofferenza emotiva, anche di diverse settimane o mesi di durata, che accompagna fisiologicamente ogni lutto grave, con un lutto complicato di valenza più problematica. 
Il "lutto traumatico" è il lutto che si instaura a partire da un evento critico, come un decesso imprevisto e improvviso (come ad esempio un incidente stradale o un suicidio); anche se presenta profili di maggiore complessità rispetto al lutto "normale", non necessariamente un lutto traumatico esita in un lutto complicato; spesso è comunque alla base di un trauma psicologico.
In situazioni di lutto complicato o lutto traumatico, può in certi casi essere utile un sostegno psicotanatologico e/o psicotraumatologico.

## Altri significati
In psicologia, si identifica talvolta con la parola lutto (o microlutto) anche quella serie di forti sentimenti e stati mentali derivati da accadimenti improvvisi, che creano sofferenza e che generano un forte impatto psicologico e/o modifica nella vita della persona che li subisce, come allontanamenti di persone care, o la modifica obbligata di stili di vita significativi. 
Lutto è anche l'insieme delle tradizioni, per la maggior parte religiose o comunque di particolare valenza culturale, che i parenti di un defunto osservano per un certo periodo di tempo. Se ne identificano i seguenti tre tipi: lutto grave, mezzo lutto e lutto leggero. Durante il periodo di lutto grave non era possibile intervenire a balli e ricevimenti, né recarsi a teatro. I periodi di lutto previsti erano:
- per il coniuge 18 mesi: un anno di lutto grave, quattro mesi di mezzo lutto e due mesi di lutto leggero;
- per i genitori, suoceri, nuore e generi un anno: sei mesi di lutto grave e sei mesi di mezzo lutto;
- per i figli da uno a due anni a seconda del tipo di morte e dello stato di salute mentale della persona che ha subito il lutto;
- per fratelli e sorelle 7 mesi: 4 di lutto grave, 2 di lutto leggero e 1 di mezzo lutto;
- per i cognati 6 mesi: 3 di lutto grave e 3 di mezzo lutto;
- per i nonni 6 mesi: 3 di lutto grave e 3 di lutto leggero;
- per i cugini carnali e i nipoti 3 mesi: metà di lutto grave e metà di mezzo lutto.

La servitù doveva indossare il lutto per i padroni di casa e in tal caso la livrea era tutta di nero e al cappello veniva aggiunto il velo nero. Fino ad Anna di Bretagna le regine di Francia portavano il lutto in bianco (da cui la denominazione di regine bianche), ma Anna portò il lutto in nero per Carlo VIII e anche Luigi XII, divenuto vedovo della stessa Anna, indossò il lutto nero.
Nella tradizione ebraica la prima fase di lutto intenso (Aninut) dura fino alla fine della sepoltura. Viene subito seguita da avelut ("rimpianto"), che comprende tre periodi distinti:
Shiva – Sette giorni
Shloshim – Trenta giorni
Shneim asar chodesh – Dodici mesi

## Nel diritto

### Italia
In particolari casi può essere ordinato il lutto da autorità civili quali il sindaco (lutto cittadino) o il Ministro degli Esteri (lutto nazionale), al fine di proclamare il cordoglio (dal latino cor-dolium = lett. dolore proprio del parto al cuore) della comunità per un lutto di particolare rilevanza. Le ordinanze di lutto sono solitamente accompagnate da alcuni provvedimenti che vanno dall'esposizione a mezz'asta delle bandiere della Repubblica Italiana e dell'Unione europea posizionate negli edifici pubblici all'invito a sospendere tutte le manifestazioni pubbliche e le attività lavorative non essenziali (inclusa la chiusura delle scuole).

### Antico Israele
Il lutto durava 30 giorni; specialmente nella prima settimana, la persona che lo portava era sottoposta ad alcune limitazioni come non potersi tagliare la barba o partecipare a feste.

## Servizi psicologici
Telefono Bianco è il primo servizio telefonico gratuito in Italia di sostegno psicologico rivolto alle persone che hanno subito la perdita di una persona cara.